# Sanilhac-Sagriès
Sanilhac-Sagriès è un comune francese di 904 abitanti situato nel dipartimento del Gard, nella regione dell'Occitania.
Una particolarità è il fatto di essere composto da due villaggi separati da quasi 3 km, infatti Sanihac costruita nel 1156 è stata unita a Sagriès da un editto reale del 5 aprile 1814.

## Società

### Evoluzione demografica
Abitanti censiti